# Medaglia Oersted
La Medaglia Oersted riconosce notevoli contributi all'insegnamento della fisica. Istituito nel 1936, viene premiato dall'AAPT. Il premio prende il nome da Hans Christian Ørsted. È il premio più prestigioso dell'Associazione. 
I beneficiari laureati Nobel noti sono Robert A. Millikan, Edward M. Purcell, Richard P. Feynman, Isidor I. Rabi, Norman F. Ramsey, Hans A. Bethe  e Carl E. Wieman; come anche Arnold J. W. Sommerfeld, George E. Uhlenbeck, Jerrold R. Zacharias, Philip Morrison, Melba N. Phillips, Victor F. Weisskopf, Gerald J. Holton, John A. Wheeler, Frank F. Oppenheimer, Robert Resnick, Carl E. Sagan, Freeman J. Dyson, Daniel Kleppner, Lawrence M. Krauss, Anthony P. French, David O. Hestenes, Robert Karplus, Robert W. Pohl e Francis W. Sears.
La vincitrice nel 2008, Mildred S. Dresselhaus, è la terza donna a vincere il premio nei suoi oltre 70 anni di storia.

## Vincitori[1]
- William Suddards Franklin – 1936
- Edwin Herbert Hall – 1937
- Alexander Wilmer Duff – 1938
- Benjamin Harrison Brown – 1939
- Robert Andrews Millikan – 1940
- Henry Crew – 1941
- Nessun vincitore - 1942
- George W. Stewart – 1943
- Roland Roy Tileston – 1944
- Homer Levi Dodge – 1945
- Ray Lee Edwards – 1946
- Duane Roller – 1947
- William Harley Barber – 1948
- Arnold Sommerfeld – 1949
- Orrin H. Smith – 1950
- John Wesley Hornbeck – 1951
- Ansel A. Knowlton – 1952
- Richard M. Sutton – 1953
- Clifford N. Wall – 1954
- Vernet E. Eaton – 1955
- George E. Uhlenbeck – 1956
- Mark W. Zemansky – 1957
- Jay W. Buchta – 1958
- Paul H. Kirkpatrick – 1959
- Robert W. Pohl – 1960
- Jerrold R. Zacharias – 1961
- Francis W. Sears – 1962
- Francis L. Friedman – 1963
- Walter C. Michels – 1964
- Philip Morrison – 1965
- Leonard I. Schiff – 1966
- Edward M. Purcell – 1967
- Harvey E. White – 1968
- Eric M. Rogers – 1969
- Edwin C. Kemble – 1970
- Uri Haber-Schaim – 1971
- Richard P. Feynman – 1972
- Arnold Arons – 1973
- Melba N. Phillips – 1974
- Robert Resnick – 1975
- Victor F. Weisskopf – 1976
- Horace R. Crane  – 1977
- Wallace A. Hilton – 1978
- Charles Kittel – 1979
- Paul E. Klopsteg – 1979, Premio Straordinario della Medaglia Oersted
- Gerald J. Holton – 1980
- Robert Karplus – 1981
- Isidor I. Rabi – 1982
- John A. Wheeler – 1983
- Frank F. Oppenheimer – 1984
- Sam B. Treiman – 1985
- Stanley S. Ballard – 1986
- Clifford E. Swartz – 1987
- Norman F. Ramsey – 1988
- Anthony P. French – 1989
- Carl E. Sagan – 1990
- Freeman J. Dyson – 1991
- Eugen Merzbacher – 1992
- Hans A. Bethe – 1993
- E. Leonard Jossem – 1994
- Robert Beck Clark – 1995
- Donald F. Holcomb – 1996
- Daniel Kleppner – 1997
- Edwin F. Taylor – 1998
- David L. Goodstein – 1999
- John G. King – 2000
- Lillian C. McDermott – 2001
- David O. Hestenes – 2002
- Edward W. Kolb – 2003
- Lawrence M. Krauss – 2004
- Eugene D. Commins – 2005
- Kenneth W. Ford – 2006
- Carl E. Wieman – 2007
- Mildred S. Dresselhaus – 2008
- George F. Smoot – 2009
- Nessun vincitore – 2010
- F. James Rutherford – 2011
- Charles H. Holbrow – 2012
- Edward F. Redish – 2013
- Dean Zollman – 2014
- Karl C. Mamola – 2015[2]
- John W. Belcher – 2016
- Jan Tobochnik - 2017
- Barbara L. Whitten - 2018
- Gay Stewart - 2019[3]
- David Sokoloff - 2020